# Naqsh-e Rostam

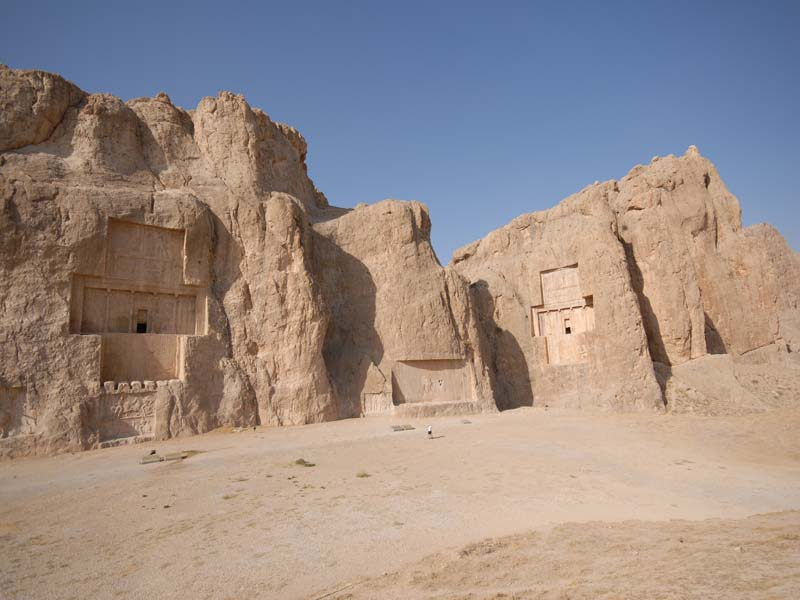
Naqsh-e Rostam, prop de Siraz

Naqsh-e Rostam o Nakhsh-i-Rostam, o Naqs-i-Rustam (persa: نقش رستم, Naqš-i Rostam), és un jaciment arqueològic situat a uns 3 km al nord-oest de Persèpolis, a la província de Fars, a l'Iran. Aquest emplaçament és anomenat Næqš-i Rostæm, 'el retrat de Rostam', perquè els perses pensaven que els baixos relleus sassànides sota les tombes representaven Rostam, un heroi mitològic persa.
És una paret rocosa que conté quatre tombes reials aquemènides rupestres, cruciformes i amb baixos relleus. Una d'aquestes, segons les inscripcions que presenta, seria la tomba de Darios I. Les altres tres tombes que es troben als costats de la de Darios I serien les de Xerxes I, Artaxerxes I i Darios II, però no porten cap inscripció que ho permeti identificar amb certesa. Es troben a la muntanya de darrere Persèpolis dues tombes semblants, pertanyents probablement a Artaxerxes II i Artaxerxes III, el mateix que una tomba inacabada que podria ser la d'Arses, o més segurament de Darios III, l'últim rei de la dinastia aquemènida, que va ser enderrocat per Alexandre el Gran.
La tomba de Darios és un dels dos models de tomba que van existir en l'art persa del període aquemènida. Es tracta d'una tomba excavada a la roca com els hipogeus egipcis. L'altre model és el de la tomba de Cir a Pasàrgada,
Hi ha també set grans baixos relleus a la roca de Naqsh-i Rustam, sota les tombes, escultures manades fer pels reis sassànides.
Enfront de la roca es troba Ka'ba-i-Zartosht, un monument zoroàstric. A l'extremitat del lloc es troben dos petits altars de foc.

## Les tombes aquemènides

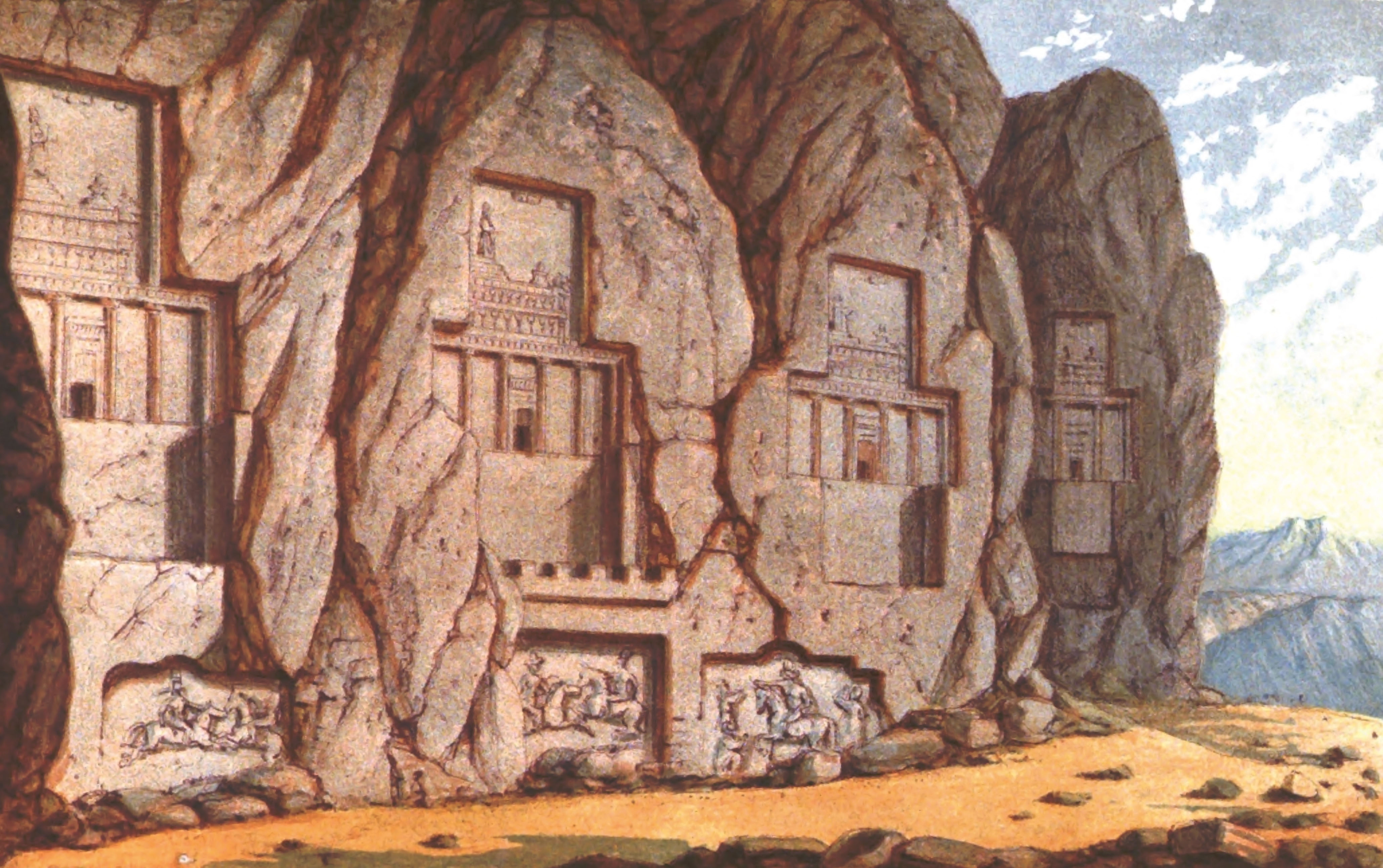
Fotografia acolorida de Naqsh-e Rostam. Font: The National Geographic Magazine, abril de 1921

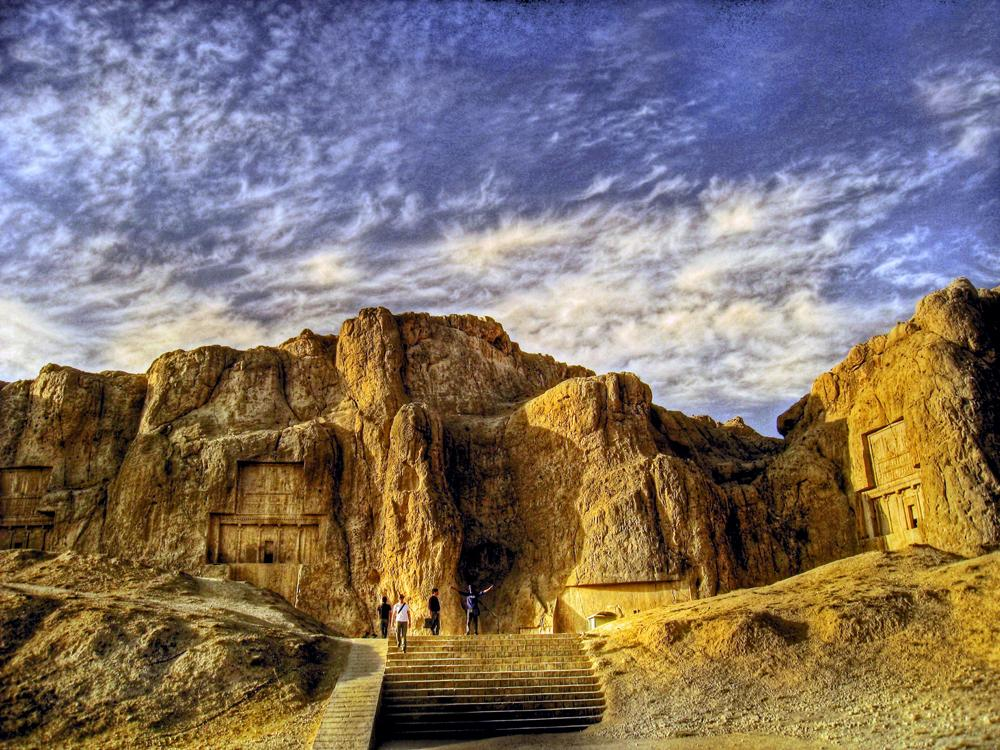
Naqsh-e Rostam, 2008

Quatre tombes pertanyents a reis aquemènides estan tallades a la paret de roca. Estan a considerable alçada per sobre del terreny.
Les tombes es coneixen localment com les «creus perses» per la forma de les façanes de les tombes. El lloc és conegut com a salib (àrab: صليب, ṣalīb), potser una corrupció de la paraula persa chalīpā, ‘creu’. L'entrada a cada tomba és el centre de cada creu, que s'obre a una petita cambra, on el rei jeu en un sarcòfag. La biga horitzontal de cadascuna de les façanes de la tomba es creu que és una rèplica de l'entrada del palau de Persèpolis.
Una de les tombes està explícitament identificada per una inscripció que l'acompanya com la tomba de Darios I (r 522-486 aC). Les altres tres tombes, es creu que són les de Xerxes I (r 486-465 aC), Artaxerxes I (r 465-424 aC) i Darios II (r 423-404 aC), respectivament. Una cinquena tomba, inacabada, va poder haver estat la d'Artaxerxes III, que va regnar a tot estirar dos anys, però més probablement és la de Darios III (r 336-330 aC), l'últim dels reis aquemènides.
Les tombes van ser saquejades després de la conquesta de l'Imperi aquemènida per Alexandre el Gran.

## Detall dels baixos relleus

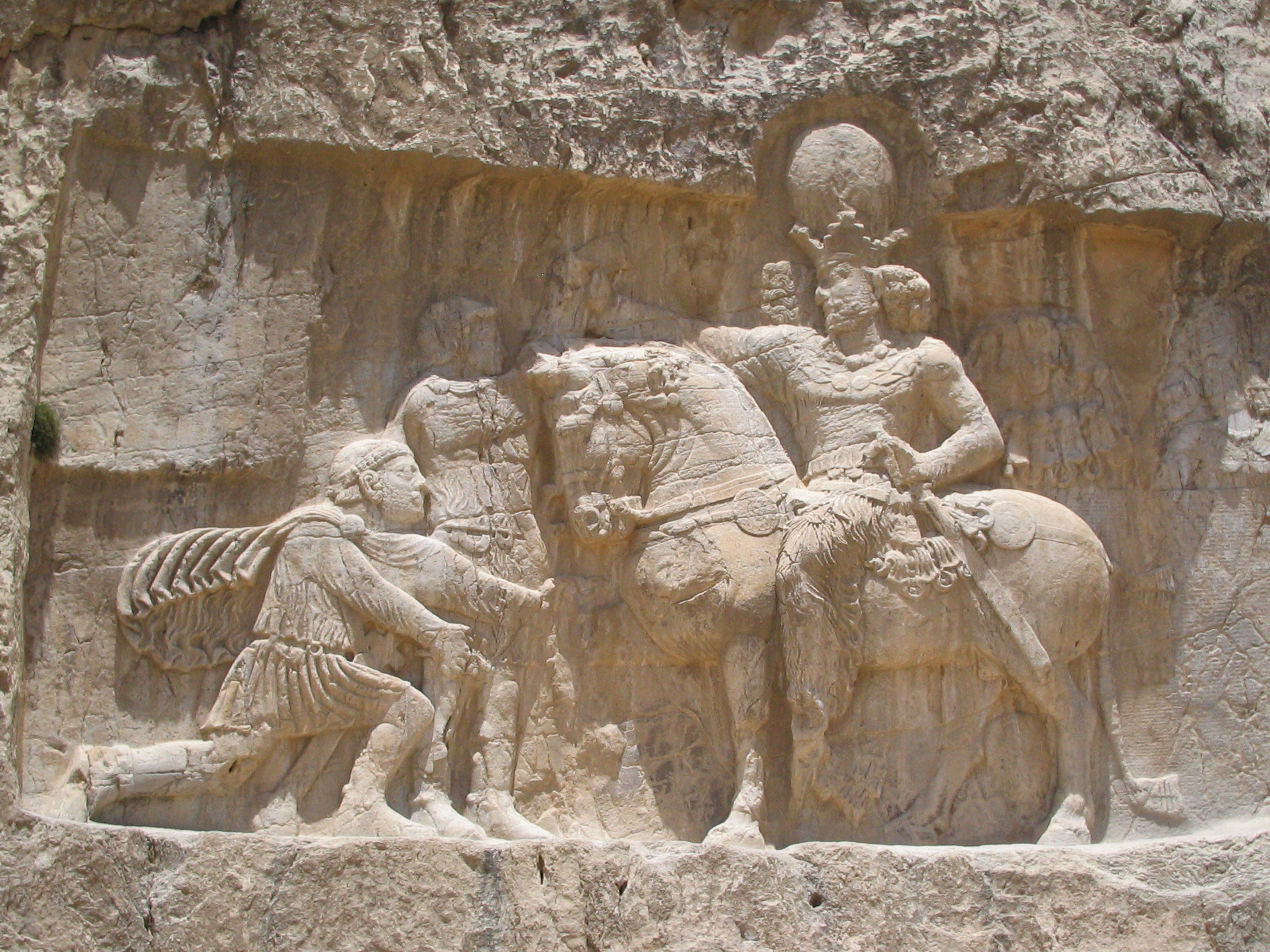
Un dels baixos relleus de Naqsh-e Rostam que representa el triomf de Sapor I sobre l'emperador romà Valerià i sobre Felip l'Àrab

1. El primer representa Narses (296 - 304), fill gran de Sapor I, sent nomenat rei per la dea Anahita (Nahid  en persa modern).
2. El segon baix relleu està situat sota la part inferior de la tomba de Darios I, i es compon de dues escenes. La superior representa Bahram II (277 - 293) combatent l'enemic.
3. El tercer representa la conquesta de Sapor I sobre Valerià, emperador romà. En aquest baix relleu, Sapor I està assegut sobre un cavall i Valerià s'agenolla als peus del cavall. Ceriyadis, el vencedor de Valerià, està davant del cavall, i el rei de l'Iran, amb les seves mans juntes, li ofereix el poder sobre l'est de l'Imperi Romà.
4. El quart baix relleu ensenya la conquesta d'Ormuz II, un rei sassànida.
5. El cinquè, és una escultura que representa Bahram II batent els seus enemics.
6. El sisè baix relleu representa una persona aixecada. A la seva esquerra, es pot veure un cap i un rostre.
7. Representació del fundador dels sassànides, Artaxerxes I (226 - 242); aquest baix relleu el representa sent nomenat rei per Ahura Mazda.

### Inscripció de Darios el Gran a Naqsh-e Rostam

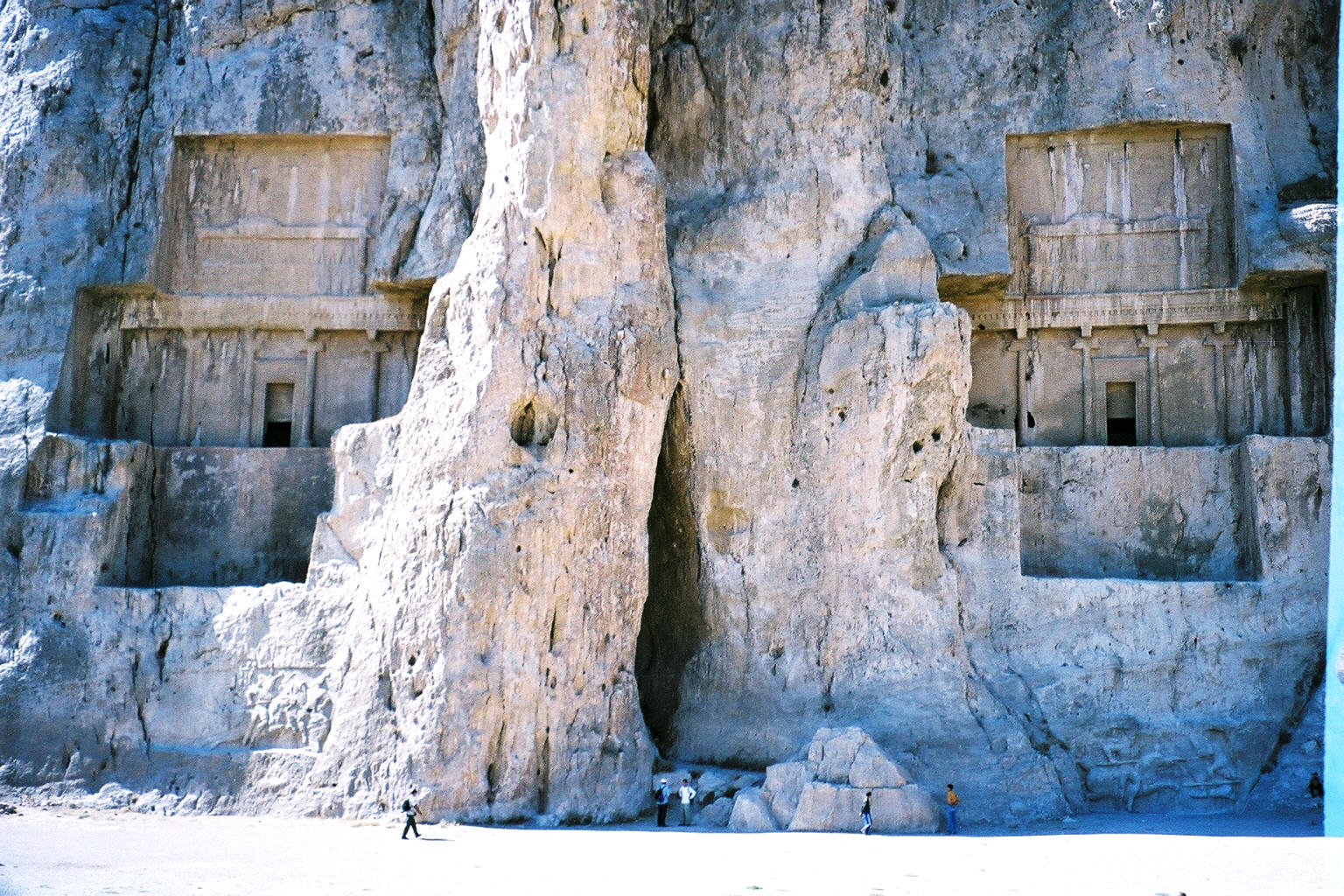
Tombes dels reis aquemènides

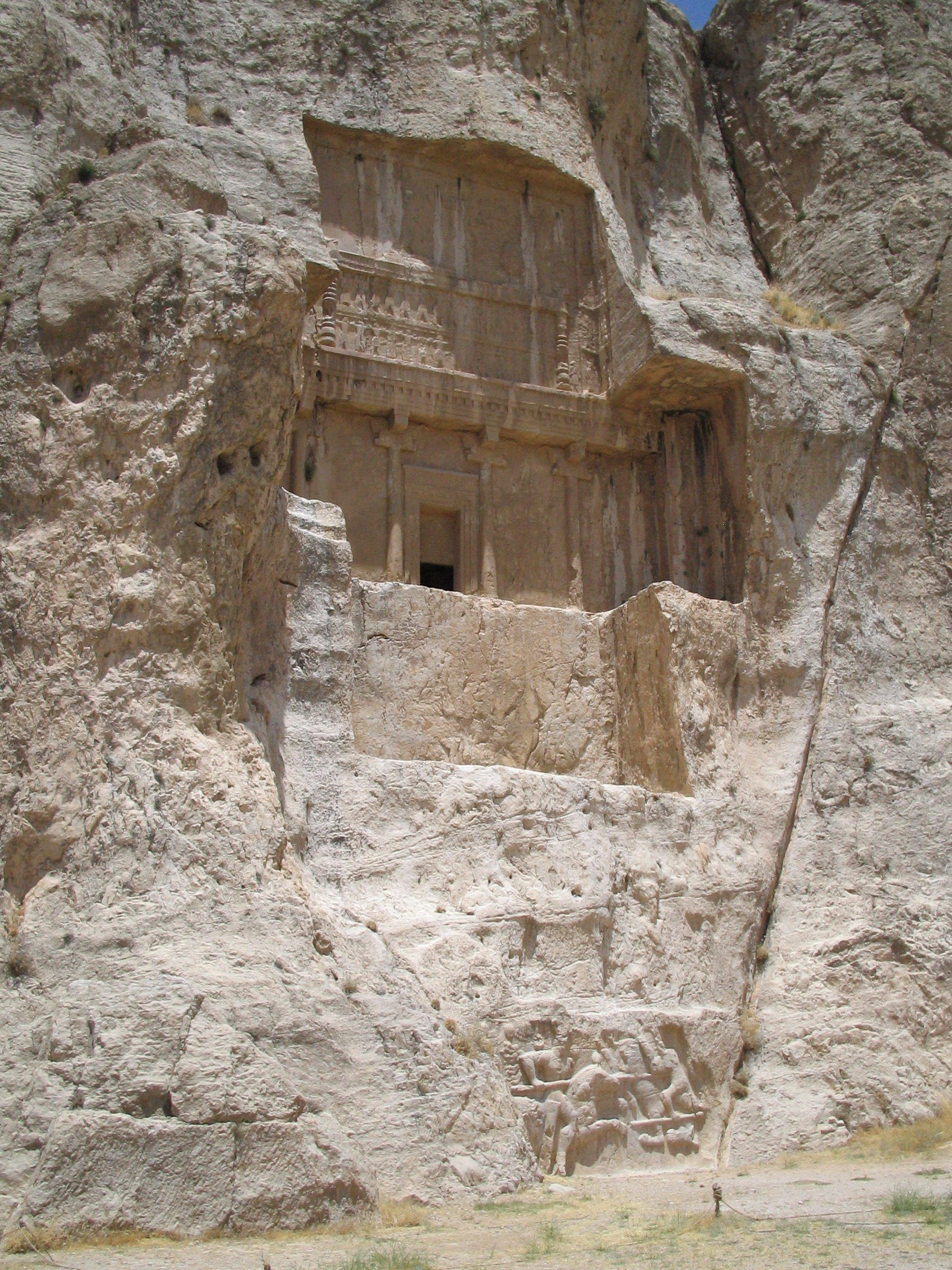
Una altra tomba i un baix relleu a sota

La tomba de Darios I és la més grandiosa, té a l'entrada quatre columnes decorades per una filera de personatges, presidida per la figura d'un rei ornat davant un altar de foc, amb el peu sobre una estrada.
Text traduït de la inscripció: 
1. Ahura Mazda és un gran déu, que va crear aquesta terra, que va crear el cel, que va crear l'ésser humà, que va crear la felicitat per a l'ésser humà, que ha fet Darios rei, un dels nombrosos reis, un senyor per a molts.
2. Sóc Darios el Gran rei, rei de reis, rei de països que contenen tota mena de gent, rei de grans territoris d'aquesta gran terra, fill d'Histaspes, un aquemènida, un persa, fill d'un persa, un ari, que té una ascendència ària.
3. Darios el Gran diu: pel favor d'Ahura Mazda, aquests són els països que he pres fora de Pèrsia; he regnat sobre aquests, m'han pagat un tribut, el que els ha estat dit per mi, ho han fet; la meva llei els ha sotmès fermament: Màdia, Elam, Pàrtia, Aria, Bactriana, Sogdiana, Coràsmia, Drangiana, Aracòsia, Satagidia, Gandhara, Sind, Amirgia, escites, escites de gorres punxegudes, Babilònia, Assíria, Aràbia, Egipte, Armènia, Capadòcia, Sardes, Jònia, els escites de l'altre costat de la mar, Skudra, els jonis que porten pétasos, Líbia, Etiòpia, la gent de Maka, Cària.
4. Darios el Gran diu: Ahura Mazda, quan va veure la terra amb emoció, me la va atorgar, em va fer rei, sóc rei. Pel favor d'Ahura Mazda, la sotmet al seu lloc, el que us dic, el que han fet, tal com era el meu desig. Si penseu "quants països ha conquerit el rei Darios?" Mireu les escultures d'aquells que estan sobre el tron, de seguida ho sabreu, de seguida serà conegut per vosaltres: la llança del persa ha anat molt lluny; de seguida serà conegut per vosaltres: un persa ha lliurat batalles molt lluny de Pèrsia.
5. Darios el Rei diu: el que ha estat fet, ho he fet per la voluntat d'Ahura Mazda. Ahura Mazda m'ha prestat ajuda fins que jo fes la feina. Que Ahura Mazda em protegeixi del mal, així com a la meva casa reial i a aquesta terra: prego a Ahura Mazda, que Ahura Mazda m'ho doni!
6. Oh, humans, el que és el mandat d'Ahura Mazda, que no us repugni, no us aparteu del bon camí, no us aixequeu en rebel·lió!

## Vegeu també

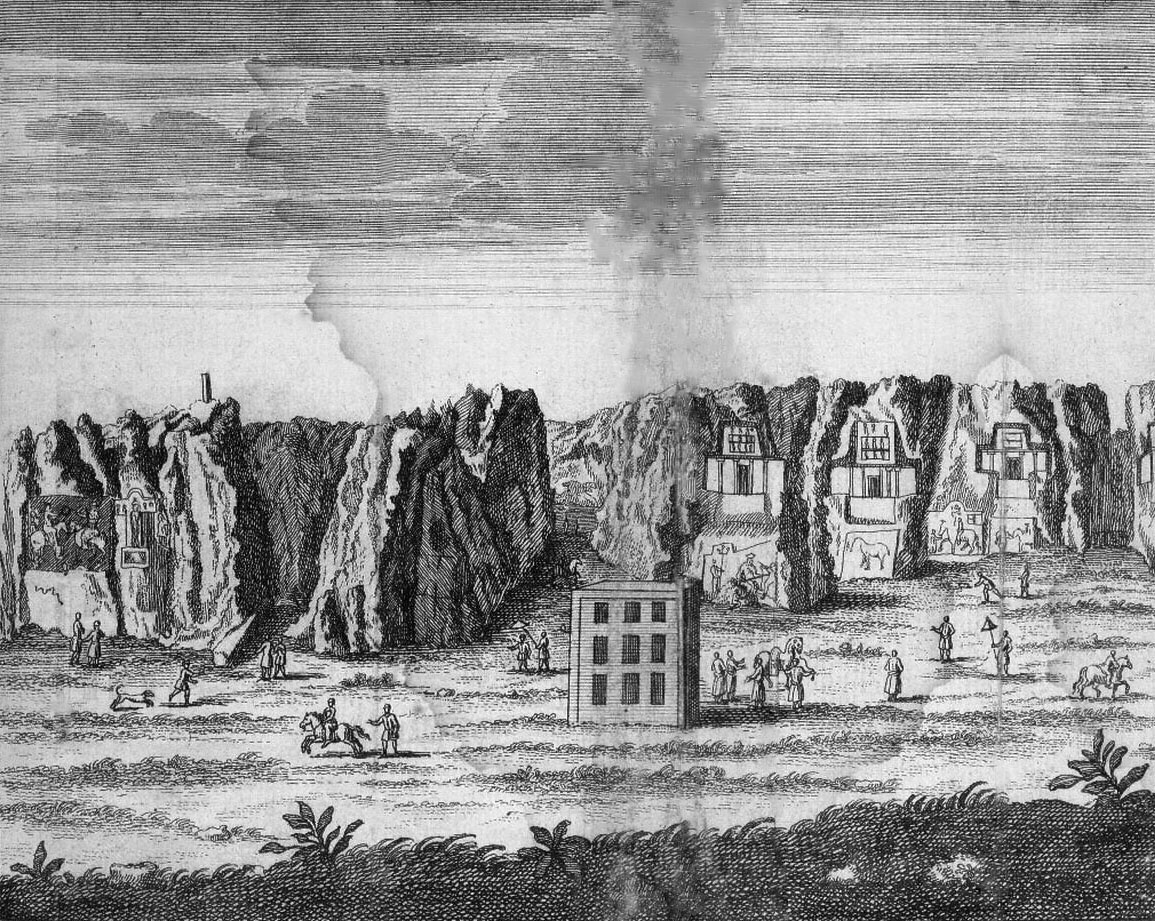
Naqsh-e Rostam vista per Chardin en el seu viatge a Pèrsia el 1723